# Narciarstwo dowolne na Zimowej Uniwersjadzie 2023
Narciarstwo dowolne na Zimowej Uniwersjadzie 2023 odbyło się w dniach 16–20 stycznia 2023. Zawodnicy rywalizowali w trzech konkurencjach: slopestyle'u, big air oraz skicrossie. Te same konkurencje odbyły się zarówno dla mężczyzn, jak i dla kobiet.

## Zestawienie medalistów

### Kobiety
| Data             | Konkurencja            | Złoto         | Srebro          | Brąz                  |
| ---------------- | ---------------------- | ------------- | --------------- | --------------------- |
| 16 stycznia 2023 | Skicross (szczegóły)   | Lin Nakanishi | Nikola Fričová  | Elizabeth Filiatrault |
| 18 stycznia 2023 | Slopestyle (szczegóły) | Yuna Koga     | Michelle Rageth | Thea Fenwick          |
| 20 stycznia 2023 | Big Air (szczegóły)    | Yuna Koga     | Michelle Rageth | Viivi Paljärvi        |

### Mężczyźni
| Data             | Konkurencja            | Złoto        | Srebro          | Brąz            |
| ---------------- | ---------------------- | ------------ | --------------- | --------------- |
| 16 stycznia 2023 | Skicross (szczegóły)   | Scott Johns  | Tim-Ole Mietz   | Niklas Illig    |
| 18 stycznia 2023 | Slopestyle (szczegóły) | Rai Kasamura | Manatsu Sato    | Paul Vieuxtemps |
| 20 stycznia 2023 | Big Air (szczegóły)    | Jakob Geßner | Paul Vieuxtemps | Vojtěch Břeský  |